# Ceramstruikzanger
De ceramstruikzanger (Locustella musculus) is een zangvogel uit de familie Locustellidae.

## Verspreiding en leefgebied
Deze soort komt voor in de bergen van het Indonesische eiland Ceram.

## Status
De grootte van de populatie is in 2021 geschat op 10.000-20.000 volwassen vogels. Op de Rode lijst van de IUCN heeft deze soort de status niet bedreigd.